# Villapinzón
Villapinzón, ist eine Gemeinde (municipio) im Departamento Cundinamarca in Kolumbien.

## Geographie
Villapinzón liegt im Nordosten von Cundinamarca in der Provinz Almeidas auf einer Höhe von 2715 Metern. Auf dem Gebiet der Gemeinde befindet sich die Quelle vom Río Bogotá. An die Gemeinde grenzen im Norden und Westen Ventaquemada, Turmequé, Úmbita und La Capilla im Departamento de Boyacá, im Süden Tibirita und Chocontá und im Westen Lenguazaque.

## Bevölkerung
Die Gemeinde Villapinzón hat 21.049 Einwohner, von denen 6993 im städtischen Teil (cabecera municipal) der Gemeinde leben (Stand: 2019).

## Persönlichkeiten
- Rodrigo Contreras (* 1994), Radrennfahrer